# جيف فيشر
جيف فيشر (بالإنجليزية: Jeff Fisher)‏ (و. 1958  م) هو كاتب سيناريو، ولاعب كرة قدم أمريكية، من الولايات المتحدة، ولد في كولفير سيتي، لوس أنجليس، كاليفورنيا، يلعب كظهير خلفي ‏.

## التعليم
تعلم في ثانوية ويليام هوارد تافت الحكومية.